# Luca Perrone
Luca Perrone (Lluka Perron in albanese; Frascineto, 27 marzo 1920 – 27 maggio 1984) è stato un linguista italiano di etnia arbëreshe.

## Biografia
Laureato in Giurisprudenza è stato un intellettuale, poeta e folklorista albanese d'Italia. Studiò la lingua francese e insegnò per molti anni nelle scuole medie.
Il suo impegno per la cultura arbëreshe nacque naturalmente dal contatto con l’ambiente in cui egli sempre visse, ad Ejanina. Sicuramente decisivo fu il rapporto con il suo nonno materno, Luca Miranda, importate poeta popolare. Studiò da autodidatta la sua lingua materna e fu tra i primi insegnanti italo-albanesi a conseguire nel 1957 l’abilitazione all’insegnamento della lingua e letteratura albanese. Nel 1964 su tra i fondatori, insieme a papas Solano, papas Giordano e Rosa Bruno, dell’Aiadi (Associazione insegnanti albanesi d’Italia). 
In quegli anni su incarico dell’Istituto di lingua e letteratura albanese dell’Università di Roma, iniziò una raccolta sistematica del patrimonio folklorico delle comunità italo-albanesi: una parte venne pubblicata nel volume Novellistica italo-albanese presso la casa editrice Olschky di Firenze nel 1967. 
Fu collaboratore di diverse riviste italo-albanesi e autore di contributi scientifici nel campo della cultura folklorica, pubblicati su importanti periodici dell’Istituto di cultura popolare dell’Accademia delle scienze di Albania. Alcune sue raccolte di novellistica popolare, come quella sulle comunità arbëreshe del Crotonese, sono uscite postume.
È stato tra i maggiori poeti italo-albanesi del XX secolo, conosciuto in Albania e nei Balcani in generale. Tra le sue opere si ricordano: Lule Shkëmbi e Hija e ariut.

## Opere
- Lule shkëmbi: poezi. Tiranë: Naim Frashëri, 1985.
- Ujėvarė lotngrirė. Radhonjtė: Shkrimtarė arbėreshė 1, Cosenza 1999.
- Përralla nga Arbëria e Kutronit: Shën Nikolli, Karfici, Puherio, Racconti popolari dell'Arbëria crotonese: San Nicola dell'Alto, Carfizzi, Pallagorio, Luca Perrone, (a cura di) Giuseppina Turano, Cosenza: Università della Calabria, 2004.